# Graeme Campbell (réalisateur)
Pour les articles homonymes, voir Graeme Campbell.
Graeme Campbell est un réalisateur canadien né le 4 novembre 1954 à Montréal.

## Filmographie

### Télévision
- 1994 : Au nom de la vérité (The Disappearance of Vonnie)
- 1998 : La Maison sanglante (Dream House)
- 1998 : Nico la licorne (Nico the Unicorn)
- 2008 : Contre tout l'or du monde (An Old Fashioned Thanksgiving)
- 2009 : Un orage de printemps (The National Tree)
- 2014 : Le Prince de minuit (Midnight Masquerade}
- 2022 : Prince charmant cherche maison (Home for a Royal Heart)